# Maybe Tomorrow (singel)
Maybe Tomorrow – drugi singel zespołu The Jackson 5, pochodzący z albumu Maybe Tomorrow.

## Lista utworów
1. Maybe Tomorrow
2. I Will Find A Way[1]

## Notowania
| Lista (1971)             | Najwyższa pozycja |
| ------------------------ | ----------------- |
| US Billboard Hot 100     | 20                |
| US Hot R&B/Hip-Hop Songs | 3                 |